# Adalberto Campos Fernandes
Adalberto Campos Fernandes (Lisboa, 25 de setembro de 1958) é um político, médico e Especialista em Saúde Pública português. Foi Ministro da Saúde de Portugal do XXI Governo Constitucional - 2015 a 2018.
Licenciou-se em Medicina pela Faculdade de Medicina da Universidade de Lisboa. É especialista em Saúde Pública, tendo um mestrado na especialidade.
Foi presidente do Centro Hospitalar de Lisboa Norte (Hospital de Santa Maria e Hospital Pulido Valente), gestor do Hospital de Cascais (público-privado) e presidente da comissão executiva do SAMS.
Adalberto Campos Fernandes é especialista em Saúde Pública, sendo Doutorado em Administração da Saúde pela Universidade de Lisboa, sendo Presidente da Assembleia Geral do Instituto de Saúde Baseada na Evidência e professor associado convidado da Escola Nacional de Saúde Pública da Universidade Nova de Lisboa. É também professor catedrático convidado da Faculdade de Farmácia da Universidade de Lisboa. Integra igualmente o Conselho Económico e Social e membro do Conselho Consultivo da SEDES - Associação para o Desenvolvimento Económico e Social. É também membro da Academia Nacional de Medicina de Portugal.
Para além de ter sido Ministro da Saúde do XXI Governo Constitucional desde a tomada de posse deste até outubro de 2018 (ou seja, cerca de um ano antes da eleições que dariam posso ao governo seguinte), foi Presidente do Conselho de Administração do Centro Hospitalar de Lisboa Norte, EPE, Hospital de Santa Maria e Hospital Pulido Valente, foi Presidente da Comissão Executiva dos SAMS Prestação Integrada de Cuidados de Saúde, exerceu as funções de Presidente do Conselho de Administração da HPP Parcerias Saúde, SA Hospital de Cascais.

## Carreira
Adalberto Campos Fernandes é um Político, Médico Especialista em Saúde Pública. Professor Associado Convidado da Escola Nacional de Saúde Pública da Universidade Nova de Lisboa. Professor Catedrático Convidado da Faculdade de Farmácia da Universidade de Lisboa (2018-2021). Professor Catedrático Convidado da Universidade Europeia.  Integra o Centro de Investigação em Saúde Pública (CISP) da NOVA ENSP e o Comprehensive Health Research Centre (CHRC) da Universidade NOVA.  Integra o NCD Advisory Council da Região Europeia da Organização Mundial de Saúde.  Doutorado em Administração da Saúde pela Universidade de Lisboa.  Mestre em Saúde Pública na especialidade de Administração dos Serviços de Saúde pela Universidade Nova de Lisboa, Licenciado em Medicina pela Faculdade de Medicina da Universidade de Lisboa. Membro do Conselho de Administração do GIMM Gulbenkiam Institute for Molecular Medicine.  Presidente do Conselho de Administração do Hospital Cruz Vermelha.  Vice-Presidente do Conselho de Escola da Faculdade de Medicina da Universidade de Lisboa.  Membro do Conselho Geral do Instituto Politécnico de Coimbra.  Presidente da Assembleia Geral do Instituto de Saúde Baseada na Evidência.  Integra o Conselho Económico e Social.  Membro do Conselho Consultivo da SEDES - Associação para o Desenvolvimento Económico e Social.  Académico Titular da Academia Nacional de Medicina de Portugal.  Ministro da Saúde do XXI Governo Constitucional (2015-2018) desde a tomada de posse deste até outubro de 2018 (ou seja, cerca de um ano antes da eleições que dariam posse ao governo seguinte). Chairman do Fórum Saúde XXI.  Presidente do Conselho de Administração do Centro Hospitalar de Lisboa Norte, EPE, Hospital de Santa Maria e Hospital Pulido Valente (2005-2010). Presidente do Conselho de Administração da HPP Parcerias Saúde, SA Hospital de Cascais (2010-2013).  Presidente da Comissão Executiva dos SAMS Prestação Integrada de Cuidados de Saúde (2013-2015).  Detentor das competências de Medicina Farmacêutica e Gestão em Saúde atribuídas pela Ordem dos Médicos. Integrou a Direção do Colégio da Competência de Gestão dos Serviços de Saúde da Ordem dos Médicos. Pós-graduação em Gestão pela Universidade Católica Portuguesa. Diploma do Programa de Alta Direção de Instituições de Saúde (PADIS) da AESE, em Lisboa. Membro do Conselho Geral da Associação Portuguesa para o Desenvolvimento Hospitalar.  Membro do Conselho de Curadores da Fundação para o Serviço Nacional de Saúde. Integrou o Conselho Geral da Universidade de Évora. É autor de um grande número publicações científicas e de índole geral (artigos, ensaios e livros).